# Берегуляк Микола
Берегул́як Микола (16 грудня 1892 р., с. Добрівляни — 11 грудня 1982 р., м. Сідней Австралія) — громадський і військовий діяч, учасник Листопадового чину 1918 року, старшина УГА.

## Біографія
Микола Берегуляк народився в с. Добрівляни. Після закінчення учительської семінарії в м. Самборі від 1912 року учителював у с. Воля Якубова. На початку Першої світової війни був мобілізований в австрійську армію, в складі якої як старшина воював на Буковинському фронті. Потрапив у російський полон, після якого повернувся у рідне село. Тут його бойовий досвід знадобився при формуванні Степаном Кужілем, учителем Добрівлянської школи, бойової підпільної групи. У історичну листопадову ніч 1918 року група в складі кількох вояків австрійської армії, які перебували в селі у відпустці, учнів старших класів гімназій та сільських хлопців на чолі з Берегуляком і Кужілем роззброїла австрійську жандармерію спочатку в Добрівлянах, а пізніше по дорозі в Дрогобич у с. Рихтичі. Перебрання влади в українські руки в Дрогобичі відбулося досить гладко саме завдяки добрівлянській групі, до якої в Дрогобичі долучилися ще кілька військових старшин та гімназійні учні. Цей загін відбув до військових казарм, де представники повітової Української Національної ради на чолі з доктором В. Бірчаком від імені Української Народної Республіки вимагали у коменданта військового куреня передачі зброї.. Комендант відмовив, повідомивши, що напередодні вже передав зброю польській боївці. Загін повернувся у місто, де роззброїв жандармерію, захопив пошту, староство, повітову раду, ратушу, на якій замайорів синьо-жовтий стяг.
Як старшина УГА брав участь в польсько-українській війні 1918—1919 років. В бою під Хирівом потрапив у польський полон. При спробі втечі з поїзда його поранили. Лікувався у шпиталі для полонених в Польщі. Там захворів на тиф, видужав завдяки зусиллям медсестри-українки.
Після війни повернувся в Добрівляни, де продовжив учителювати у Волі Якубовій. Згодом учителював у рідному селі, був директором школи до 1944 року.
Село Добрівляни було національно свідомим, належало до кращих сіл Дрогобиччини. Немала заслуга в тім була Берегуляка, який став піонером і співорганізатором добрівлянської громадської праці. В селі працювали самоосвітні гуртки молоді, аматорський гурток, найбільший в повіті кредитовий кооператив, читальня «Просвіти».
У 1939—1940 рр. Берегуляка кілька разів викликали на допити в НКВС. Тому перед другою червоною окупацією він з родиною перебрався до Німеччини, а в 1949 році — до Австралії в м. Сідней.
Помер Берегуляк 11 грудня 1982 року, не доживши кілька днів до 90-літнього ювілею.